# XXVIIIe siècle
Le XXVIIIe siècle (ou 28e siècle) de l'ère commune commencera le 1er janvier 2701 et finira le 31 décembre 2800.
Il s'étend entre les jours juliens 2 707 579,5 et 2 744 104,5,.

## Calendrier

### Types d'années
| Décennies | … 0 | … 1 | … 2 | … 3 | … 4 | … 5 | … 6 | … 7 | … 8 | … 9 |
| --------- | --- | --- | --- | --- | --- | --- | --- | --- | --- | --- |
| 270 …     | G   | F   | E   | D   | CB  | A   | G   | F   | ED  | C   |
| 271 …     | B   | A   | GF  | E   | D   | C   | BA  | G   | F   | E   |
| 272 …     | DC  | B   | A   | G   | FE  | D   | C   | B   | AG  | F   |
| 273 …     | E   | D   | CB  | A   | G   | F   | ED  | C   | B   | A   |
| 274 …     | GF  | E   | D   | C   | BA  | G   | F   | E   | DC  | B   |
| 275 …     | A   | G   | FE  | D   | C   | B   | AG  | F   | E   | D   |
| 276 …     | CB  | A   | G   | F   | ED  | C   | B   | A   | GF  | E   |
| 277 …     | D   | C   | BA  | G   | F   | E   | DC  | B   | A   | G   |
| 278 …     | FE  | D   | C   | B   | AG  | F   | E   | D   | CB  | A   |
| 279 …     | G   | F   | ED  | C   | B   | A   | GF  | E   | D   | C   |

## Évènements astronomiques prévus auXXVIIIesiècle

### Liste des longues éclipses totales de Soleil
- 21 juillet 2707 : Éclipse totale de Soleil[3], (5 min 48 s), du saros 157.
- 31 juillet 2725 : Éclipse totale de Soleil[4], (5 min 57 s), du saros 157, « couronnant » cette série.
- 12 août 2743 : Éclipse totale de Soleil[5], (5 min 56 s), du saros 157.
- 31 juillet 2744 : Éclipse totale de Soleil[6], (5 min 59 s), du saros 167[7].
- 12 août 2762 : Éclipse totale de Soleil[8], (6 min 11 s), du saros 167.
- 22 août 2780 : Éclipse totale de Soleil[9], (6 min 16 s), du saros 167, « couronnant » cette série.
- 2 septembre 2798 : Éclipse totale de Soleil[10], (6 min 14 s), du saros 167.

### Autres phénomènes
- 8 septembre 2729 : La distance entre Mars et la Terre arrivera de nouveau (et une dernière fois, en ce millénaire) à un minimum remarquable, à 55 651 033,122 km.
Ce sera le rapprochement (d'opposition périhélique) légèrement plus court (juste de 549 km !) que le précédent du 8 septembre 2650[11].
- 15 juin 2733 : Transit de Vénus (premier contact à 15 h 25 UTC, deuxième contact à 15 h 40 UTC, maximum à 17 h 18 UTC, troisième contact à 19 h 6 UTC, quatrième contact à 19 h 34 UTC)[12].
- 13 juin 2741 : Transit de Vénus (premier contact à 6 h 33 UTC, deuxième contact à 6 h 49 UTC, maximum à 10 h 17 UTC, troisième contact à 13 h 44 UTC, quatrième contact à 14 h 0 UTC)[12].
- 2742 : Triple conjonction Mars-Jupiter.
- 2744 : Triple conjonction Mars-Jupiter.
- 2761 : Triple conjonction Mars-Saturne.
- 3 décembre 2781 : à 06:45 UTC Vénus occultera Neptune.
- 2791 : Triple conjonction Mars-Jupiter.
- 2794/2795 : Triple conjonction Jupiter-Saturne.

## Liens avec la science-fiction

### Livres
- La série de Dan Simmons, Les Cantos d'Hypérion se déroule au 28e siècle.

### Films
- Le film The Mutant Chronicles se passe en 2707.
- Les films Pitch Black, Les Chroniques de Riddick : Dark Fury, et Les Chroniques de Riddick se passent dans le 28e siècle.
- Le film Valérian et la Cité des mille planètes de Luc Besson se déroule au 28e siècle.

### Télévision
- L'animation originale Coicent se passe en 2710.
- La série Les Loonatics de Warner Bros. est située en 2772.

### Jeux vidéo
- Le jeu vidéo Edgeworld se passe en 2711.
- Le jeu vidéo Terminal Velocity se passe en 2704.
- Le gouvernement Star League dans Battletech s'effondre en 2784.
- Le jeu vidéo Marathon se passe en 2794.
- Le MMORPG Neocron se situe dans un 28e siècle apocalyptique.
- Le jeu vidéo Ground Control II: Operation Exodus se passe en 2741.
- Dans le jeu vidéo Starflight, l'Ancien Empire découvre les races Thrynn et Elowan en 2770.
- Le jeu vidéo Destiny se passe dans le 28e siècle.

### Bandes-dessinées
- La série de bandes-dessinées française « Valérian et Laureline, agents spatio-temporels » commence avec le monde au 28e siècle : 
 Dans le premier titre La Cité des eaux mouvantes où est présenté le monde après le cataclysme de 1986, il est fait quelques allusions au 28e siècle, auquel Galaxity le Gouvernement de la Terre Unifiée est placé. Et d'où les 2 agents sont envoyés en mission. 
 Dans le titre suivant L'Empire des mille planètes, la date précise du 23 septembre 2720 est mentionnée. 
 Dans le dernier cycle, après le titre Par des temps incertains où la Terre « disparait », l'agent Valérian est allégué d'avoir intégré le service spatio-temporel de Galaxity en 2713.

## Remarques
- L'éclipse du 31 juillet 2744[6] de la série du saros 167, aura un parcours très similaire à celle de la première « éclipse solaire américaine du XXIe siècle » du 21 août 2017, de la série du saros 145.
→ Car les 2 séries d'éclipses se font toutes deux du nord vers le sud, elles se font au même nœud lunaire.
- Et évidemment, l'éclipse homologue précédente à celle du 31 juillet 2744 (du saros 167) : celle du 21 juillet 2726[13], (5 min 43 s), sera une éclipse très similaire à la dernière du millénaire précédent, qui eut lieu le 11 août 1999.
Elle aura lieu lors d'un lointain anniversaire du premier pas sur la Lune de Neil Armstrong, en 1969 ; comme l'aura aussi été celle du saros 157, 19 ans auparavant…
Ce sera aussi 1 millénaire, 2 ans, 2 mois, moins 1 jour (calendaires) après l'éclipse historique du 22 mai 1724[14] (29e du saros 133), qui fut observée[15] par Jacques Cassini et le roi Louis XV.
- Autre caractère remarquable de l'éclipse du 21 juillet 2726 : voir « Les prochaines éclipses totales ou annulaires de Soleil en Belgique ou dans son voisinage immédiat » sur SAO/NASA Astrophysics Data System (ADS) ; en page 30 et page 31.